# Garcinia epunctata
Garcinia epunctata là một tall tropical rainforest cây gỗ thuộc họ Clusiaceae.
The tree is known for growing on inselbergs có ở moist tropical forests của Tây Phi, bao gồm Upper Guinean forests, Lower Guinean forests, và Congolian forests phía nam through Angola, both coastal and inland forests.